# Gobustan (quận)
Gobustan (tiếng Azerbaijan:Qobustan) là một quận thuộc Azerbaijan. Dân số thời điểm năm 2012 là 34184 người.